# سكوت ميرفي (موسيقي)
سكوت ميرفي (بالإنجليزية: Scott Murphy)‏ هو موسيقي أمريكي، ولد في 11 فبراير 1979 في شيكاغو في الولايات المتحدة.

## وصلات خارجية
- الموقع الرسمي
- سكوت ميرفي على موقع IMDb (الإنجليزية)
- سكوت ميرفي على موقع ميوزك برينز (الإنجليزية)
- سكوت ميرفي على موقع أول ميوزيك (الإنجليزية)
- سكوت ميرفي على موقع أول ميوزيك (الإنجليزية)
- سكوت ميرفي على موقع ديسكوغز (الإنجليزية)